# Sîmonenko, Krasnohvardiiske
Sîmonenko (în ucraineană Симоненко) este un sat în comuna Krasnoznameanka din raionul Krasnohvardiiske, Republica Autonomă Crimeea, Ucraina.

## Demografie
Componența lingvistică a localității Sîmonenko
     Rusă (52,51%)
     Tătară crimeeană (37,07%)
     Ucraineană (9,27%)
Conform recensământului din 2001, majoritatea populației localității Sîmonenko era vorbitoare de rusă (52,51%), existând în minoritate și vorbitori de tătară crimeeană (37,07%) și ucraineană (9,27%).